# Ampelisca melanesiensis
Ampelisca melanesiensis är en kräftdjursart. Ampelisca melanesiensis ingår i släktet Ampelisca och familjen Ampeliscidae. Inga underarter finns listade i Catalogue of Life.